# Cnemaspis niyomwanae
Cnemaspis niyomwanae es una especie de gecos de la familia Gekkonidae.

## Distribución geográfica
Es endémica de Tailandia peninsular.